# Wilhelmstraße (Düren)

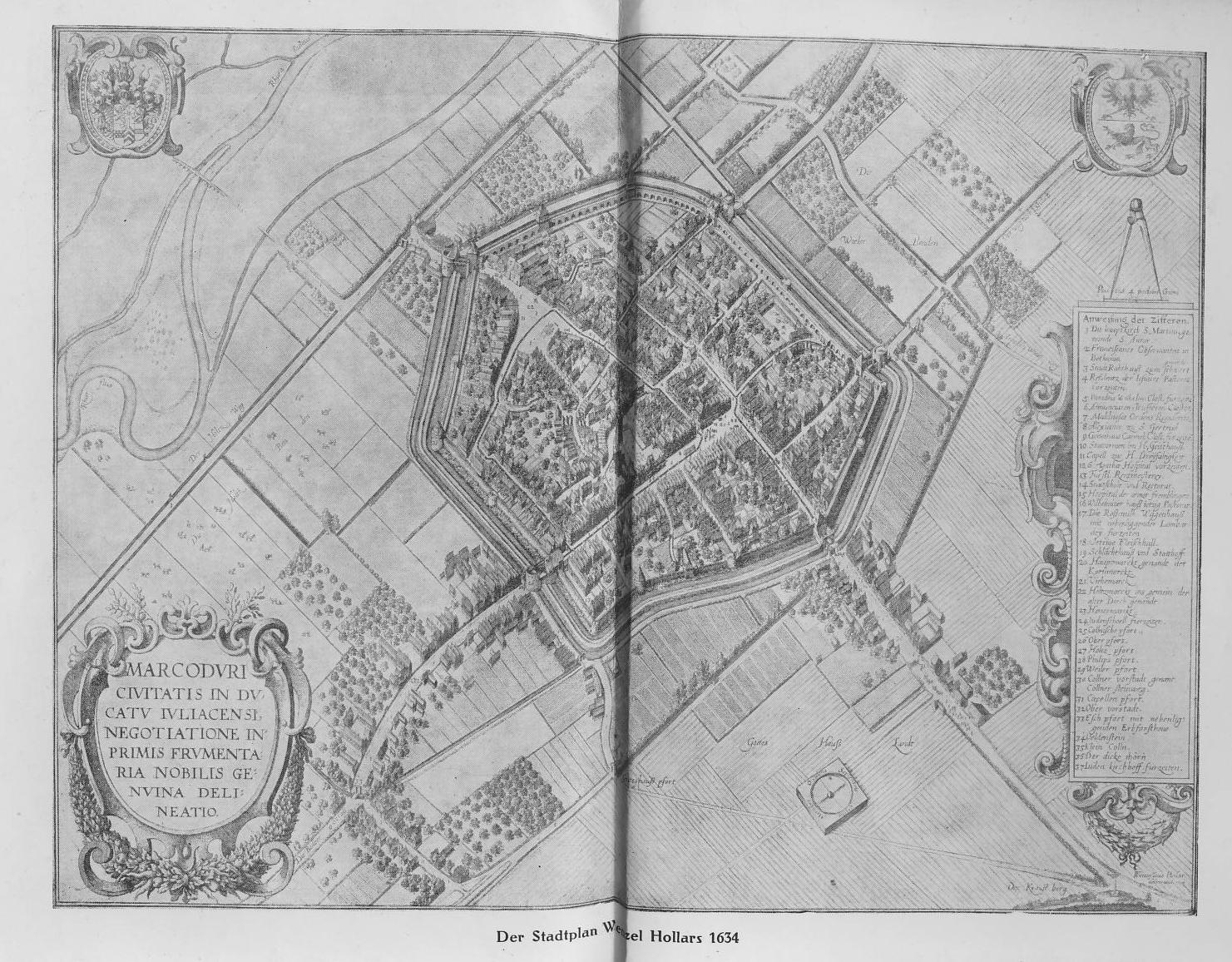
Stadtplan von Wenzel Hollar, 1634

Die Wilhelmstraße in der Kreisstadt Düren (Nordrhein-Westfalen) ist eine alte Innerortsstraße.

## Lage
Die Straße verbindet den Ahrweilerplatz, kreuzt die Weierstraße und den Kaiserplatz bis zur Schenkelstraße.

## Geschichte
Die Wilhelmstraße war im Mittelalter als Schellengasse oder auch Glockengasse bekannt. In dieser Straße arbeiteten viele Schellenschmiede. Sie waren für Düren von besonderer Bedeutung. Die Erzeugnisse wurden im 16. Jahrhundert zum Beispiel nach Braunschweig, Thüringen und Sachsen verkauft.
Die Schellengasse endete früher als Sackgasse an der Stadtmauer. 1825 wurde ein Tor gebrochen, so dass ein Zugang zur Schenkelstraße möglich war. Am 25. August 1882 fasste der Stadtrat den Beschluss, die Schellengasse in Wilhelmstraße umzubenennen. Der Name geht auf Wilhelm I., den König von Preußen, zurück. Am 12. November 1953 wurde beschlossen, auch den Teil zwischen dem Kaiserplatz und dem Ahrweilerplatz als Wilhelmstraße zu bezeichnen.
Zwischen der Wilhelmstraße und der Philippstraße stand der Schellengassenturm, der heute völlig verschwunden ist.